# دائرة الآثار العامة (فلسطين الانتدابية)
دائرة الآثار هي دائرة كانت تابعة للإدارة البريطانية لفلسطين الانتدابية بين 1920 و 1948، وكانت المسؤولة عن حماية البقايا والتحف الأثرية في فلسطين والتحقيق فيها.

## العملية
في ديسمبر 1918، بينما كانت فلسطين لا تزال تحت سيطرة الإدارة العسكرية البريطانية، صدر إعلان لحماية الآثار. في يوليو 1920، استبدلت الإدارة العسكرية بإدارة مدنية برئاسة المفوض السامي هربرت صموئيل. كان أحد الإجراءات الأولى للحكومة الجديدة هو إنشاء دائرة الآثار وإصدار قانون الآثار الذي حدد وظائفها وسلطتها. تم تصميم المرسوم لاتباع المبادئ المحددة في معاهدة سيفر المجهضة، والتي تم تضمينها لاحقًا في المادة 21 في الانتداب على فلسطين. الملامح الرئيسية للأمر هي:
- تم تعريف "العصور القديمة" على أنها أي منتج للنشاط البشري قبل عام 1700 بعد الميلاد، على الرغم من وجود استثناء للأشياء المستخدمة بنشاط لأغراض دينية.
- كانت السلطة من الدائرة مطلوبة للتخلص من الآثار القديمة أو تصديرها.
- وكان لا بد من الحصول على إذن من القسم لإجراء الحفريات، ولن يُمنح إلا "للجمعيات أو المؤسسات العلمية أو للأفراد ذوي الكفاءة العلمية المثبتة التي تضمنها هذه الهيئات".
- يتقاسم المكتشف والقسم عائدات اكتشاف القطع الأثرية بنسبة يحددها القسم، بعد اختيار الأشياء اللازمة ل"الاكتمال العلمي لمتحف فلسطين".
- كان للإدارة سلطة مُصادرة أو تأجير الممتلكات الخاصة التي تحتوي على قطع أثرية مهمة بالقوة إذا لم يتم التوصل إلى اتفاق مرضٍ مع المالكين.[2][4]

استُبدل المرسوم في عام 1929 وتم تعديله في عامي 1934 و 1946.
بالإضافة إلى المدير، كان للقسم مجلس استشاري أثري يضم مُمثلين عن الهيئات الأثرية الرئيسية والمجتمعات العرقية الرئيسية في فلسطين. وقد اشتمل القسم على أقسام فرعية للمفتشين ومكتب سجلات ومكتبة ومختبر ترميم واستوديو للتصوير الفوتوغرافي والمتحف.
يقع القسم في بناية تسمى "واي هاوس" شمال البلدة القديمة في القدس. المدرسة البريطانية للآثار في القدس، التي تأسست عام 1919، احتلت المبنى أيضًا حتى عام 1930. كان المتحف الأثري الفلسطيني، الذي كان يديره القسم، موجودًا أيضًا في واي هاوس حتى عام 1935، عندما انتقل مع القسم إلى مبنى جديد في القدس الشرقية تبرع به جون دي روكفلر. أعيد افتتاح المتحف للجمهور في عام 1938 وهو معروف الآن باسم متحف روكفلر.

## المدراء
- 1920-1926 : جون جارستانج، أيضًا مدير المدرسة البريطانية للآثار وعضو المجلس الرائد في الجمعية المؤيدة للقدس
- 1927-1937 : إرنست ريتشموند
- 1938-1948 : روبرت هاميلتون

## المنشورات
بالإضافة إلى العديد من المنشورات في مواقع معينة، والقوائم الرسمية للمواقع، نشر القسم مجلة تسمى "ربع سنوي لدائرة الآثار في فلسطين" من عام 1931 إلى عام 1950.

## الخلفاء
منذ عام 1948، كان علم الآثار في إسرائيل تحت سيطرة دائرة الآثار الإسرائيلية بين عامي 1948 و1967، أشرفت دائرة الآثار الأردنية على الحفريات في الضفة الغربية. تعمل دائرة الآثار والتراث الثقافي الفلسطينية في الضفة الغربية منذ عام 1994.